# Estação Amsterdam Centraal
Amsterdam Centraal (em português: Central de Am(e)sterdã(o)) é a principal estação ferroviária de Am(e)sterdã(o), capital dos Países Baixos. A estação é o ponto final de diversas linhas de bondes e situa-se no centro da cidade sobre uma ilha artificial. Da estação partem trens para entre outros municípios Eindhoven, Haarlem, Haia, Hilversum e Roterdã, quatro linhas do Metro de Amesterdão (51, 52, 53 e 54) e linhas de ônibus para entre outros Amstelveen, Edam, Volendam e Zaandam. A estação também tem fortes ligações com países vizinhos, como a Bélgica, a França e a Alemanha, através do serviço ferroviário diário Thalys.

## História

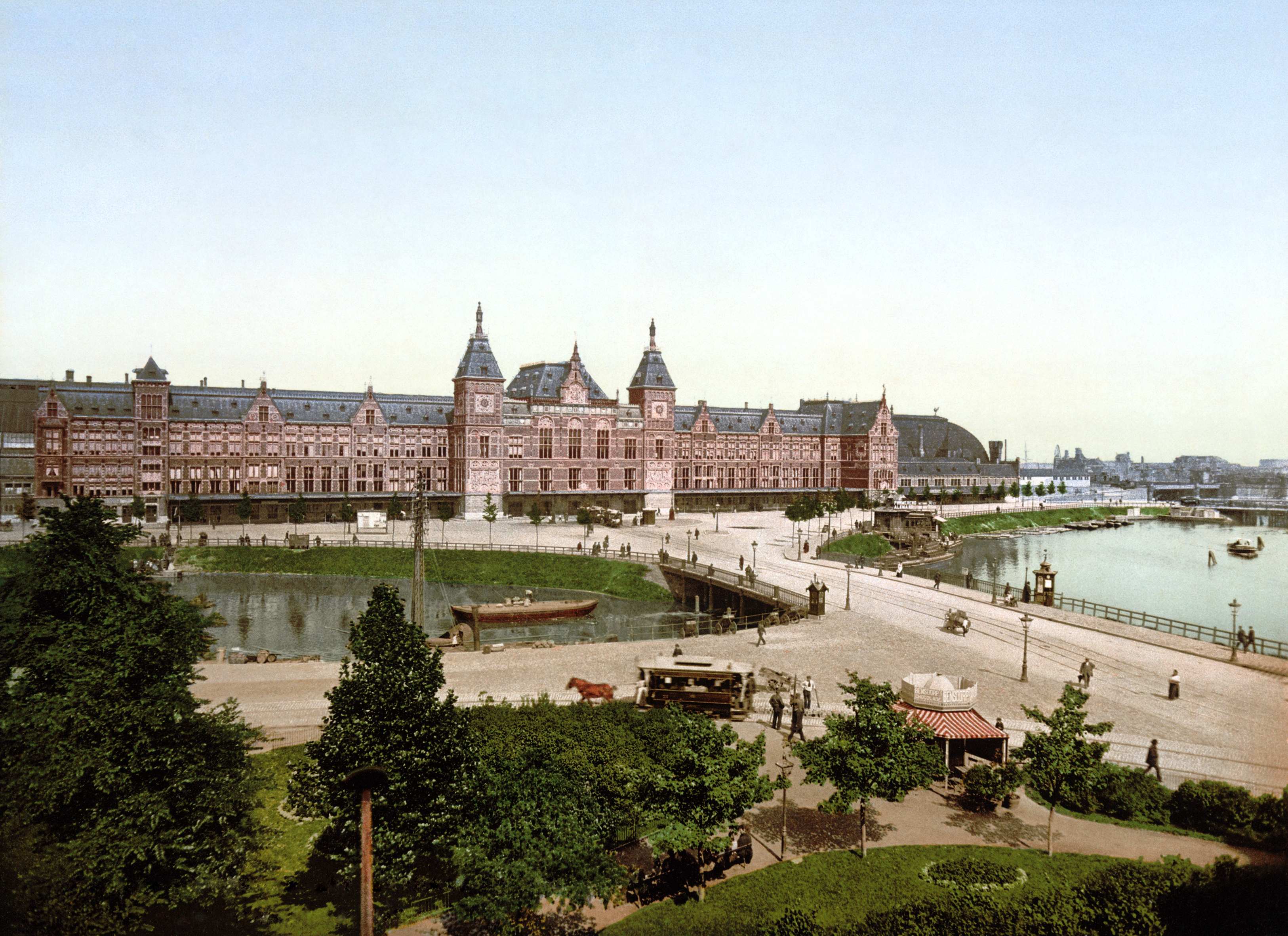
A Estação Amsterdam Centraal entre 1890 e 1905

### Construção
A estação ferroviária foi construída entre 1881 e 1889, conforme projeto do arquiteto neerlandês Pierre Cuypers em estilo neorrenascentista holandês e foi depois elevada à categoria de rijksmonument (monumento nacional). Cuypers também projetou o Rijksmuseum de Am(e)sterdã(o) em 1885, que relembra fortemente à Amsterdam Centraal.

### Reforma e ampliação
Mais ou menos um século depois, em 1997, iniciaram-se as obras de ampliação da estação. Entre 2003 e 2013 foi escavado um túnel por debaixo da estação em virtude da construção da linha de metrô Noord-Zuid-lijn que conecta os distritos Norte e Sul da cidade.
A partir de 19 de setembro de 2022 teve início novas obras de reformas. A Estação Amsterdam Centraal vai passar por uma reforma e ampliação que vai durar anos. Durante a reforma, os trilhos serão alargados e dentro da construção as escadas rolantes e os elevadores serão renovados. Na parte leste da estação foi construído uma garagem de bicicletas.

### Réplica
No Japão foi construída uma cópia da Amsterdam Centraal e esta encontra-se no parque do museu Nagasaki Holland Village.

## Estrutura
Em 26 de janeiro de 2023, foi inaugurada uma garagem de bicicletas subterrânea denominada Stationsplein. Tem propósito de proporcionar segurança aos passageiros do trem da NS que chegam à estação de bicicleta. Fica localizada na parte leste da estação e tem espaço para em total sete mil bicicletas. É a única no mundo que fica abaixo do nível do mar.

## Na cultura popular
- O jogo eletrônico Call of Duty: Modern Warfare II é ambientado em Amsterdã.[9] No mapa multiplayer é possível ver o luxuoso hotel Breenbergh Hotel & Spa, que fica localizado próximo à Estação Amsterdam Centraal.[9]
- Lançado em 2022, o jogo eletrônico Mario Kart 8 Deluxe inclui um trajeto amsterdamense que passa perto de construções históricas como a Estação Amsterdam Centraal, o Palácio Real de Amesterdão e o Rijksmuseum.[10][11]